# Championnat de Lettonie de baseball
Le championnat de Lettonie de baseball se tient depuis 2005. Il réunit l'élite des clubs lettons sous l'égide de la Fédération lettonne. Le premier champion fut le BK Riga et les tenants du trophée sont les Riga Lauvas.

## Histoire
De 2007 à 2010, la finale du championnat propose la même affiche : Lauvas-Diamonds. Les Lauvas (Lions) gagnent en 2008 et 2010 tandis que les Diamonds s'imposent en 2007 et 2009.

## Clubs de la saison 2011
- Baldones Baroni
- Jelgavas Hercogs
- Riga Diamonds
- Riga Lauvas

## Palmarès
- 2005 : BK Riga
- 2006 : BK Riga
- 2007 : Riga Diamonds
- 2008 : Riga Lauvas
- 2009 : Riga Diamonds
- 2010 : Riga Lauvas